# Hagen Klein
Hagen Klein (8 de abril de 1949), es un expiloto de motociclismo alemán, que compitió en el Campeonato del Mundo de Motociclismo entre 1976 y 1989 siempre en cilindradas pequeñas.

## Biografía
Hagen Klein ganó dos campeonatos alemanes de motociclismo en carretera en la clase de 50 cm³ en su carrera. En 1979 ganó con una Hess Special y en 1981 ganó con una Kreidler. En el Mundial, su mejor posición fue en 1981 al acabar quinto en la clasificación general de 50 c.c. En total, disputó 31 carreras y logró tres podios.
En agosto de 1982, Hagen Klein causó un escándalo cuando dejó el podio cuando sonaba el himno nacional después de ganar la carrera internacional ADAC Eifel Cup en Nürburgring. Poco después, explicó que se trataba de un acto de protesta política, ya que unos meses antes el fabricante de ciclomotores Kreidler se declaró en quiebra en su tierra natal de Kornwestheim y 1.500 personas perdieron sus empleos. Klein fue sancionado por el OMK.
Hagen Klein ahora vive en Bottighofen, en el cantón suizo de Thurgau como propietario de un concesionario de automóviles.

## Resultados

### Campeonato del Mundo de Motociclismo

#### Carreras por año
Sistema de puntos desde 1968 a 1987.
| Posición | 1.º | 2.º | 3.º | 4.º | 5.º | 6.º | 7.º | 8.º | 9.º | 10.º |
| Puntos   | 15  | 12  | 10  | 8   | 6   | 5   | 4   | 3   | 2   | 1    |

Sistema de puntos desde 1988 a 1992.
| Posición | 1.º | 2.º | 3.º | 4.º | 5.º | 6.º | 7.º | 8.º | 9.º | 10.º | 11.º | 12.º | 13.º | 14.º | 15.º |
| Puntos   | 20  | 17  | 15  | 13  | 11  | 10  | 9   | 8   | 7   | 6    | 5    | 4    | 3    | 2    | 1    |

Sistema de puntos desde 1993.
| Posición | 1.º | 2.º | 3.º | 4.º | 5.º | 6.º | 7.º | 8.º | 9.º | 10.º | 11.º | 12.º | 13.º | 14.º | 15.º |
| Puntos   | 25  | 20  | 16  | 13  | 11  | 10  | 9   | 8   | 7   | 6    | 5    | 4    | 3    | 2    | 1    |

(Carreras en negrita indica pole position, carreras en cursiva indica vuelta rápida)
| Año  | Clase  | Equipo       | Moto    | 1       | 2       | 3       | 4       | 5       | 6       | 7       | 8       | 9       | 10     | 11      | 12     | 13     | Pts. | Pos. |
| ---- | ------ | ------------ | ------- | ------- | ------- | ------- | ------- | ------- | ------- | ------- | ------- | ------- | ------ | ------- | ------ | ------ | ---- | ---- |
| 1976 | 50cc   | Kreidler     | FRA -   |         | NAT -   | YUG -   |         | NED -   | BEL -   | SWE -   | FIN -   |         | GER 13 | ESP -   |        |        | 0    | -    |
| 1977 | 50cc   | Kreidler     |         |         | GER 6   | NAT Ret | ESP -   | FRA 13  | YUG -   | NED 8   | BEL 10  | SWE Ret |        |         |        |        | 9    | 12.º |
| 1977 | 125cc  | Morbidelli   | VEN -   | AUT -   | GER Ret | NAT -   | ESP -   | FRA 25  | YUG -   | NED -   | BEL Ret | SWE 12  | FIN -  |         | GBR -  |        | 0    | -    |
| 1978 | 50cc   | Kreidler     |         | ESP Ret |         |         | NAT 14  | NED 12  | BEL 7   |         |         |         | GER 13 | GER Ret | YUG 6  |        | 9    | 17.º |
| 1978 | 125cc  | Mobirdelli   | VEN -   | ESP -   | AUT Ret | FRA -   | NAT -   | NED -   | BEL -   | SWE -   | FIN -   | GBR -   | GER 30 |         | YUG 20 |        | 0    | -    |
| 1979 | 50cc   | Hess Spezial |         |         | GER 7   | NAT 5   | ESP Ret | YUG 3   | NED 6   | BEL DNS |         |         |        |         | FRA 10 |        | 26   | 6.º  |
| 1979 | 125 cc | Morbidelli   | VEN -   | AUT -   | GER Ret | NAT -   | ESP DNQ | YUG -   | NED -   | BEL -   | SWE -   | FIN -   | GBR -  | CZE Ret | FRA -  |        | 0    | -    |
| 1980 | 50cc   | Horex        | NAC Ret | ESP 13  |         | YUG 11  | NED 21  | BEL 19  |         |         |         | ALE Ret |        |         |        |        | 0    | -    |
| 1980 | 125cc  | Hess Spezial | NAC DNQ | ESP DNQ | FRA -   | YUG 15  | NED DNQ | BEL 26  | FIN -   | GBR -   | CZE 17  | ALE Ret |        |         |        |        | 0    | -    |
| 1981 | 50cc   | Kreidler     |         |         | ALE Ret | NAC 3   |         | ESP 6   | YUG 5   | NED 5   | BEL Ret | RSM 6   |        |         |        | CZE 4  | 40   | 5.º  |
| 1982 | 50cc   | Massa-Real   |         |         |         | ESP 10  | NAC 8   | NED Ret |         | YUG Ret |         |         |        |         | RSM -  | ALE 5  | 10   | 10.º |
| 1982 | 125cc  | Sanvenero    | ARG -   | AUT DNQ | FRA -   | ESP DNQ | NAC -   | NED -   | BEL -   | YUG Ret | GBR -   | SUE -   | FIN -  | CZE -   |        |        | 0    | -    |
| 1983 | 50cc   | FKN-Kreidler |         | FRA 3   | NAC 6   | ALE 7   | ESP 9   |         | YUG Ret | NED 5   |         |         |        | RSM 5   |        |        | 33   | 6.º  |
| 1983 | 125cc  | FKN-Kreidler |         | FRA -   | NAC -   | ALE Ret | ESP -   | AUT -   | YUG -   | NED -   | BEL -   | GBR -   | SUE -  | RSM -   |        |        | 0    | -    |
| 1986 | 80cc   | Hess         | ESP -   | NAC -   | ALE -   | AUT -   | YUG -   | NED -   |         |         | GBR -   |         | RSM -  | BDW Ret |        |        | 0    | -    |
| 1987 | 80cc   | Hess         |         | ESP -   | ALE DNQ | NAC -   | AUT -   | YUG 20  | NED -   |         | GBR -   | SUE -   | CHE -  | RSM -   | POR -  |        | 0    | -    |
| 1988 | 80cc   | Hess         |         |         | ESP -   | EXP -   | NAC -   | ALE 14  |         | NED Ret |         | YUG Ret |        |         |        | CHE 21 | 2    | 29.º |
| 1989 | 80cc   | Ziegler      |         |         |         | ESP -   | NAC DNQ | ALE 24  |         | YUG Ret | NED -   |         |        |         |        | CHE -  | 0    | -    |